# Pinarolo Po
Pinarolo Po – miejscowość i gmina we Włoszech, w regionie Lombardia, w prowincji Pawia.
Według danych na rok 2004 gminę zamieszkiwało 1569 osób, 142,6 os./km².